# Doença primária
Doença primária ou causa primária é um termo da saúde para as doenças que surgem espontaneamente, sem ter associação com, ou ser causada por outra doença. Uma doença primária pode dar origem a outras doenças, que serão chamadas de secundárias.
Ao tratar a doença primária, as doenças secundárias tendem a reduzir ou desaparecer. Caso, pelo contrário, apenas a doença secundária seja tratada, provavelmente essa doença vai voltar e frequentemente ambas agravam com o tempo.

## Causas
Geralmente suas causas são:
- Genéticas;
- Congênitas;
- Infecto parasitárias;
- Trauma físico ou;
- Idiopática.

## Exemplo
Os transtornos psicológicos e endócrinos geralmente causam diversos outros transtornos. Por exemplo:
- Um transtorno de ansiedade frequentemente gera úlcera gástrica. Nesse caso o transtorno de ansiedade é a doença primária e a úlcera é a secundária. Se também gerar um transtorno alimentar, o transtorno alimentar também é secundário. Já se esse transtorno alimentar gerar uma doença cardíaca, então essa doença cardíaca será terciária, em relação ao transtorno de ansiedade.

As mesmas doenças podem alternar entre primárias ou secundárias:
- Uma depressão nervosa pode induzir a uma drogadicção assim como uma drogadicção pode causar uma depressão nervosa. A doença primária será a que aconteceu primeiro, que causou a outra e que se não tratada levará a reincidência.